# Leutenthal
Leutenthal è una frazione del comune tedesco di Ilmtal-Weinstraße, nel Land della Turingia.

## Storia
Il 1º gennaio 2019 il comune di Leutenthal venne aggregato al comune di Ilmtal-Weinstraße.